# Geoffrey Pullum
Geoffrey Keith Pullum (* 8. März 1945 in Irvine (Schottland)) ist ein britisch-US-amerikanischer Linguist, der sich insbesondere mit der englischen Sprache beschäftigt.

## Werdegang
Geoffrey Pullums Bildungsweg vor der Universität war unstet und endete damit, dass er bereits im Alter von 16 Jahren die Schule verließ. Nachdem er verschiedenen, geringbezahlten Tätigkeiten nachgegangen war und in der Rockband Geno Washington & the Ram Jam Band Klavier spielte, immatrikulierte er sich 1968 an der University of York, wo er 1972 mit einem Bachelor und Auszeichnungen abschloss. 1976 erhielt er von der University of London den Ph. D. in Linguistik.
1980 ging Pullum in die USA, wo er als Gastdozent an der University of Washington und der Stanford University aufgenommen wurde. Ab 1981 arbeitete er an der University of California, Santa Cruz. 1987 erhielt er auch die Staatsbürgerschaft der USA. Seit 2007 arbeitet er als Professor für Allgemeine Linguistik an der University of Edinburgh, 2012–2013 unterbrochen durch eine Gastprofessur an der Brown University.
Geoffrey Pullum war Fellow am Center for Advanced Study in the Behavioral Sciences der Stanford University sowie am Radcliffe Institute for Advanced Study in Harvard. Seit 2003 ist er zudem Mitglied der American Academy of Arts and Sciences, seit 2009 der British Academy und seit 2019 der Academia Europaea.

## Veröffentlichungen (Auswahl)
- mit Gerald Gazdar, Ewan Klein und Ivan Sag: Generalized Phrase Structure Grammar. Basil Blackwell, Oxford 1985, ISBN 0-631-13206-6.
- The Great Eskimo Vocabulary Hoax and Other Irreverent Essays on the Study of Language. University of Chicago Press, 1991, ISBN 0-226-68534-9.
- mit William A. Ladusaw: Phonetic Symbol Guide. University of Chicago Press, 1996, ISBN 0-226-68535-7.
- mit Rodney Huddleston: The Cambridge Grammar of the English Language. Cambridge University Press, 2002, ISBN 0-521-43146-8.
- mit Rodney Huddleston: A Student's Introduction to English Grammar. Cambridge University Press, 2005, ISBN 978-0-521-61288-3.
- mit Mark Liberman: Far from the Madding Gerund and Other Dispatches from Language Log. William, James & Company, 2006, ISBN 0-521-61288-8.